# Krški sandžak
Krški sandžak (turško Kırka Sancağı, srbohrvaško Krčki sandžak) je bil mejni sandžak (serhad) Otomanskega cesarstva.

## Zgodovina
Leta 1580 je postal Ferhad-paša Sokolović prvi guverner  (bejlerbej ali enostavno paša)  Bosanskega pašaluka. Bosanski ejalet (ali pašaluk) je sestavljalo skupno deset sandžakov: Bosanski sandžak (centralna provinca), Hercegovski sandžak, Vučitrnski sandžak, Prizrenski sandžak, Kliški sandžak, Krški sandžak, in Pakraški sandžak.
Krški sandžak je obsegal teritorij od Like do Krbave, in območje med rekama Zrmanjo in Krko, ter imel sedež v Kninu. Novi sandžak je bil oblikovan iz območij, ki so bili del Kliškega sandžaka in Bosanskega sandžaka.
Sandžak je imel  ok. 30 nahij.